# Barracas (Buenos Aires)
Barracas es un barrio ubicado en la Comuna 4 de la Ciudad Autónoma de Buenos Aires, Argentina. A su vez, es uno de los 48 barrios oficiales de la mencionada ciudad.

## Geografía
El barrio está delimitado por la avenida Regimiento de Patricios, calle Defensa, avenida Caseros, General Hornos, Doctor Enrique Finochietto, Guanahani, prolongación virtual Ituzaingó (puente), Paracas, avenida Caseros, avenida Vélez Sarsfield, avenida Amancio Alcorta, Lafayette, Miravé, Lavardén, deslinde norte zona de las vías del ferrocarril Belgrano Sur (hasta intersección con Zavaleta), vías del ferrocarril Belgrano Sur, avenida Amancio Alcorta, Iguazú, prolongación virtual Iguazú, Riachuelo (deslinde Capital - Provincia), proyección de Riachuelo (deslinde Capital - provincia), Riachuelo (deslinde Capital - provincia), prolongación virtual de la avenida Regimiento de Patricios.
Limita con los barrios de Nueva Pompeya al oeste, Parque Patricios al noroeste, Constitución al norte, San Telmo al nordeste y La Boca al este, y con las localidades de Avellaneda y Piñeyro (prov. de Buenos Aires) al sur. Su cercanía a Puerto Madero y San Telmo, sus vías rápidas de comunicación hacia todos los puntos cardinales y su amplia red de transportes han convertido a Barracas en una de las zonas de mayor desarrollo.
La avenida Montes de Oca es la arteria principal del barrio, sobre la cual se desarrolla la actividad comercial y hay una gran densidad edilicia de departamentos de clase media y media-alta. Allí se encuentra una de las sedes del Ciclo Básico Común de la Universidad de Buenos Aires. La plaza Colombia es el núcleo de Barracas, alrededor de la cual hay mayor actividad y se encuentra la Iglesia de Santa Felicitas, hito del barrio.
La comunicación de la zona está favorecida por la Autopista 9 de Julio, que es un gran vínculo con Avellaneda y con la Autopista 25 de Mayo.
Barracas tiene una superficie de 7,6 km² y cuenta con 73 377 habitantes. Su densidad poblacional es de 9 654,9 habitantes/km².

## Historia

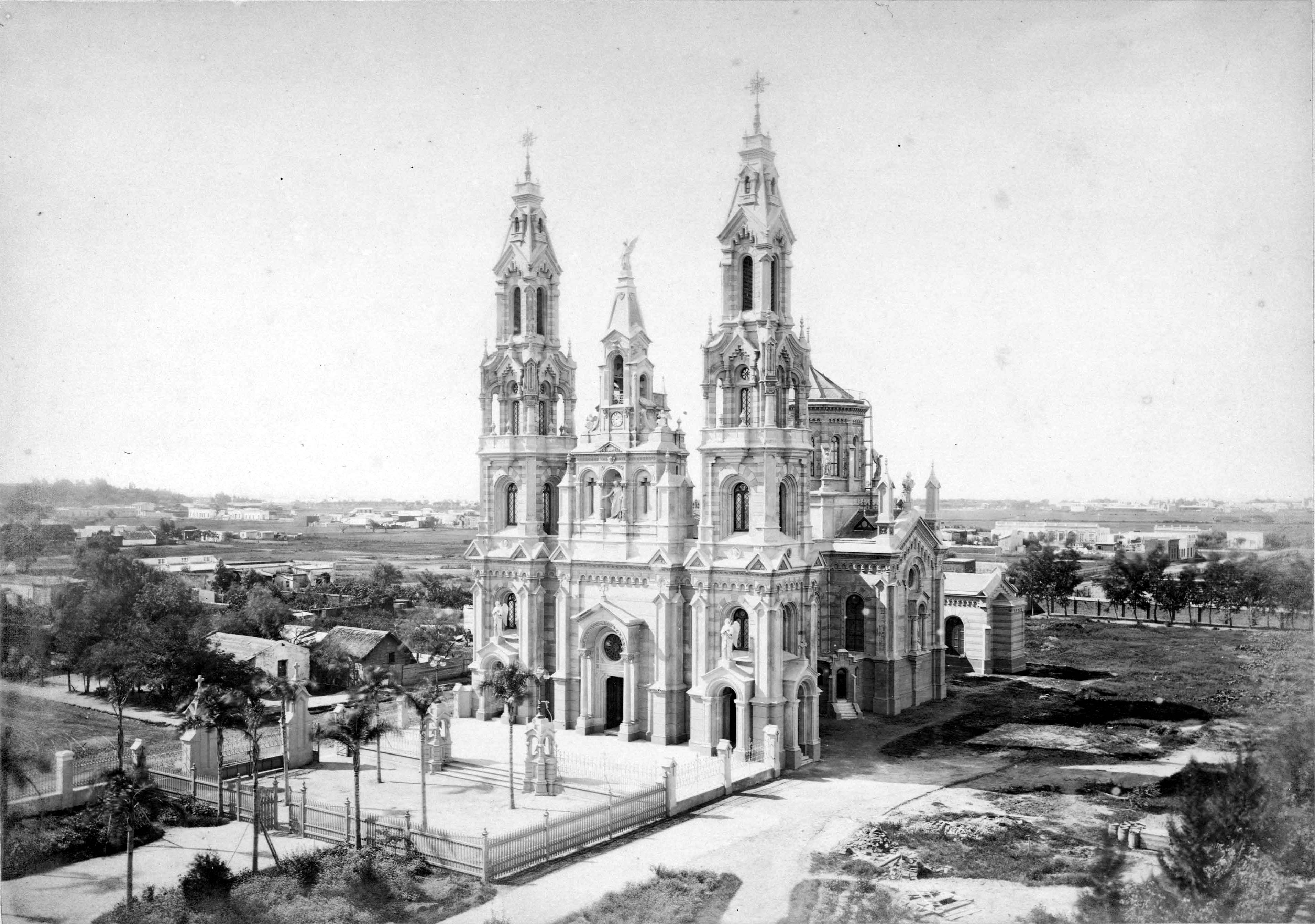
La Iglesia de Santa Felícitas hacia 1880.

En el siglo XVIII comenzaron a instalarse en la margen del Riachuelo las barracas, que eran construcciones bastante rudimentarias que se utilizaban para almacenar cuero y carnes saladas, y que funcionaron también como almacenes de esclavos.

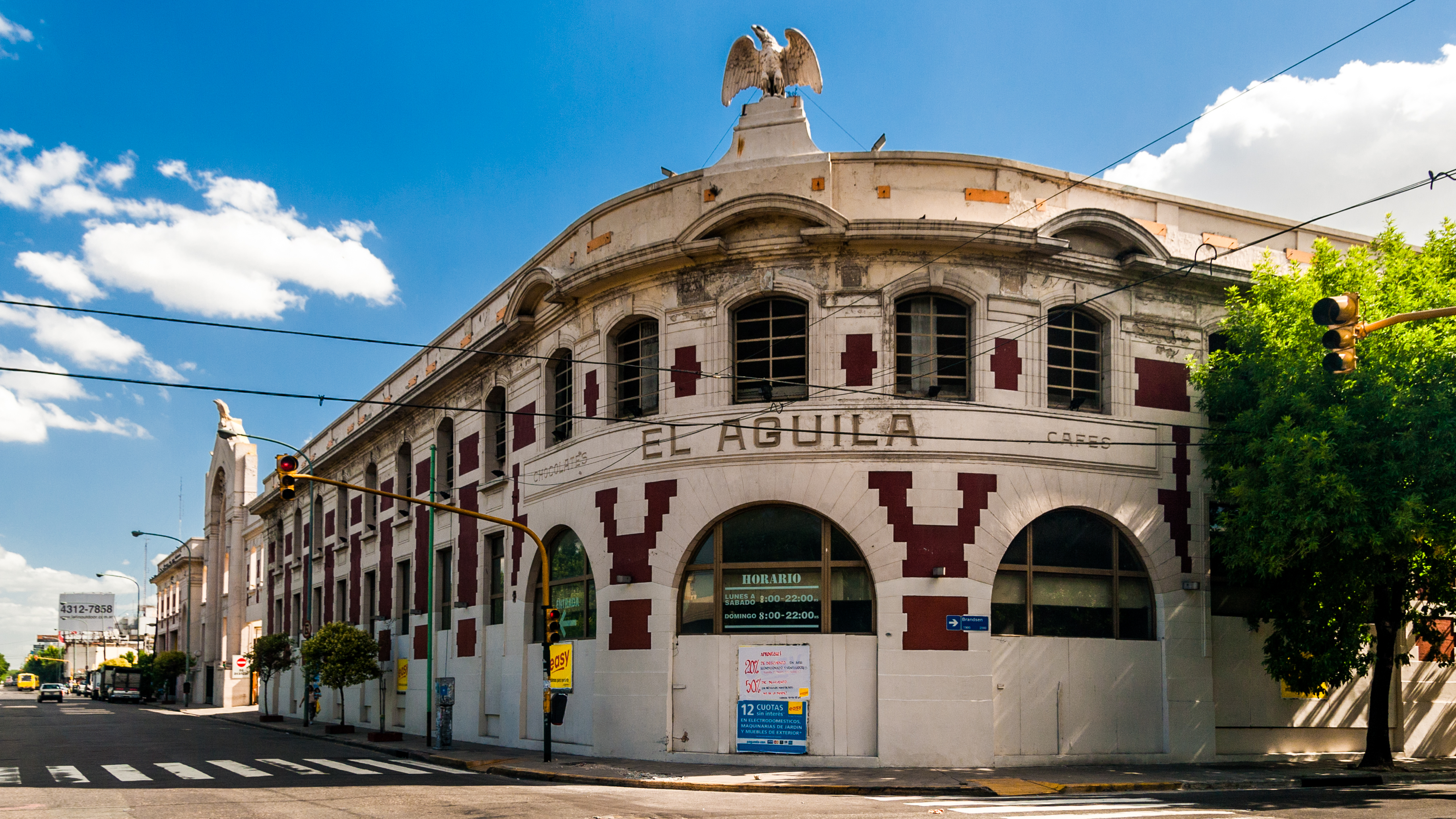
Fábrica de Chocolate y Café El Águila, Barracas.

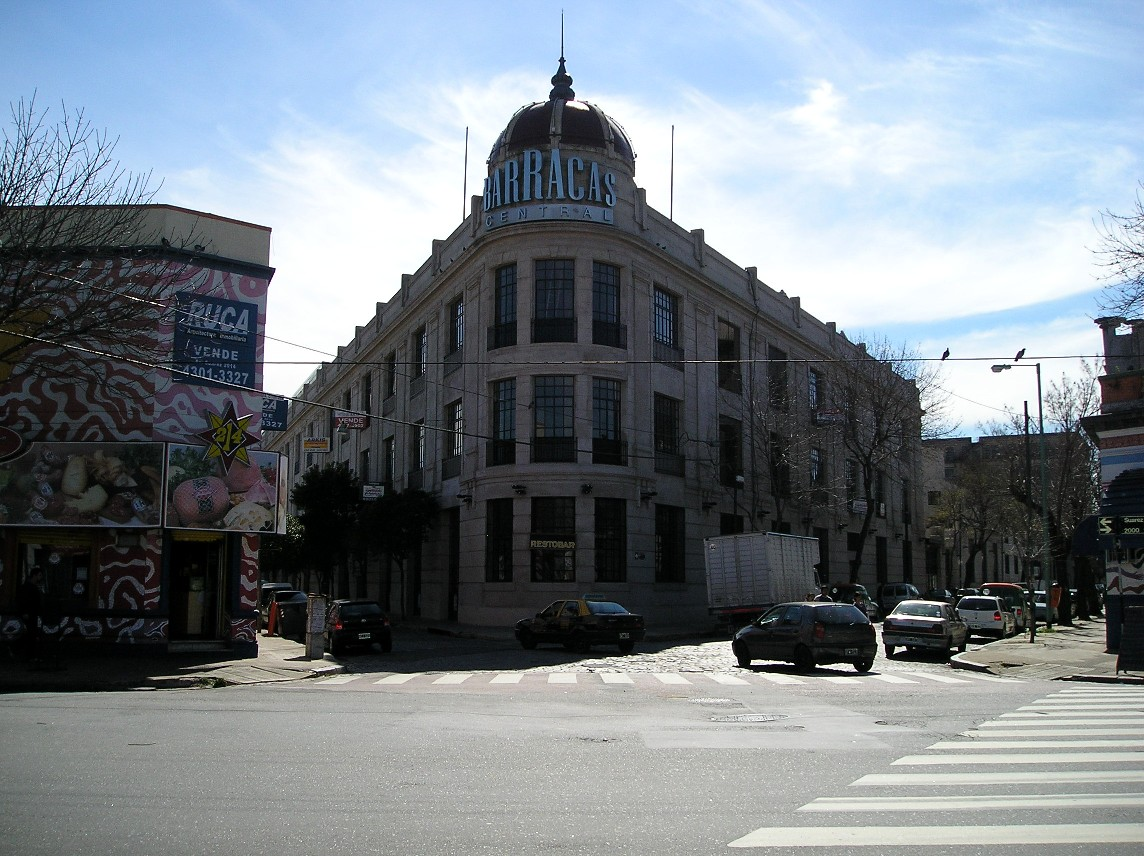
Antigua fábrica textil Piccaluga, actual loft lujoso de Barracas.

El 24 de marzo de 1791 se inauguró un puente que le otorgaba al barrio un valor estratégico muy importante y que sirvió tanto para las invasiones inglesas como para el sitio de Buenos Aires de 1852. El puente estaba construido de madera y el precio para cruzarlo era el siguiente: Carreta cargada - 2 reales; 4 bestias cargadas - 1/2 real; 8 bestias cargadas - 1/2 real; coche, calesa o carretón - 1 real.
En 1858, la cabecera del puente se hundió por inundaciones. Este viejo puente de madera fue reemplazado por otro de hierro, que fue inaugurado en 1871; a este también lo arrasó una crecida en 1884 y fue reemplazado por otro de madera. En 1899 se comenzó a levantar el puente metálico levadizo para el pasaje de barcos inaugurándose en 1903. Este puente duró hasta 1931, cuando se inauguró el puente que se puede ver en la actualidad.
Originalmente, el actual partido de Avellaneda era el llamado barrio de Barracas al Sur; al norte de este, separado del primero por el Riachuelo, estaba ubicado el barrio de Barracas al Norte, actual barrio de Barracas. Desde la época de Juan Manuel de Rosas hasta fines del siglo XIX, este último era uno de los lugares de residencia de las familias más acaudaladas de la ciudad. El Palacio Díaz Vélez, que fue propiedad del estanciero Eustoquio Díaz Vélez (hijo), ubicado en la antigua Calle Larga de Barracas, actualmente llamada avenida Montes de Oca N° 110, es el más importante ejemplo de estas mansiones y sus importantes parques, aún en pie. Los Balcarce, Montes de Oca y Álzaga también fueron vecinos de la aristocracia barrial. Durante esta época la zona cobró mucha importancia y en el barrio se realizaron para 1833 corridas de toros en homenaje al gobernador Rosas. La avenida Santa Lucía (luego llamada Calle Larga y actualmente llamada avenida Montes de Oca) era el nexo principal entre el centro y el Riachuelo, y en ella estaban instaladas famosas pulperías como la célebre de Santa Lucía —que dio lugar al vals llamado La pulpera de Santa Lucía— ya que parte del barrio se identificaba con el nombre de la parroquia porteña de Santa Lucía, y La Paloma.
Esta situación duró hasta la epidemia de fiebre amarilla que se desató a finales del siglo XIX en diferentes zonas del sur de la ciudad, lo que causó que las familias con mayor poder adquisitivo se mudaran a las zonas ubicadas en el norte de Buenos Aires. El barrio, duramente castigado por la epidemia, se convirtió a principios del siglo XX en un barrio de la clase trabajadora, con una gran composición de inmigrantes españoles (gallegos y cántabros), italianos (genoveses) y judíos ashkenazim. Un número de familias acomodadas de la Argentina mantiene las propiedades de Barracas, durante gran parte del siglo XX, como el mantenimiento de las unidades de alquiler, de calidad variable (muchas de ellas "conventillos"). Modestos cafés con billares se abrieron, lo que atrajo a personas con un estatus financiero inferior. 
En 1887, el Concejo Deliberante de la ciudad de Buenos Aires le encargó al Banco Constructor de La Plata un Mercado de Abasto en Barracas, que se inauguró en 1889 con el nombre de “Mercado Banco Constructor” (conocido más tarde por “el de Garland”); tenía su entrada principal por Montes de Oca (acera oeste), entre Santo Domingo y San Luis (luego Tres Esquinas y hoy Osvaldo Cruz), y funcionó hasta promediar la primera década del siglo XX. El edificio fue demolido en 1979.
En 1911, en este barrio, y a instancias del perito Francisco Pascasio Moreno, se crea la Tercera Compañía de Barracas (en la actualidad, Tercera Compañía Scout Coronel Pringles), que es hoy el 2° Grupo Scout más antiguo de la República Argentina y el más antiguo de la Capital Federal. Las fábricas dominaban la economía de la zona hasta alrededor de 1980, y eran una fuente importante de empleo en el barrio.
Hasta casi mediados de siglo XX, un pequeño sector del barrio porteño de Barracas se llamaba Los Olivos, ya que allí, entre las casas, prosperaban olivares destacados entre alfalfares, en 1900 se accedía a tal subbarrio de características arrabaleras o suburbanas por las calles Tres Esquinas (que también era acceso a un pequeño barrio arrabalero llamado Tres Esquinas desaparecido a mediados de s XX) y Santa Rosalía; estas calles hoy se llaman Osvaldo de la Cruz y Río Cuarto respectivamente; Santa Rosalía (Río Cuarto) y Tres Esquinas (Osvaldo Cruz), que por entonces era un camino de tierra casi interrumpido por una pequeña laguna rodeada de juncales; tal laguna era atravesada por un puentecillo de madera; ese camino se usaba para poder acceder a "Barracas al Sur" o para tomar el ferrocarril en el también desaparecido barrio de Tres Esquinas. Cercano al puente Victorino de la Plaza, que cruza actualmente al Riachuelo, todavía en 1900 se podía encontrar a orillas de tal río una playa de aguas limpias semejantes a las de los riachos que quedan aún limpios (2015) en el Delta del Paraná.

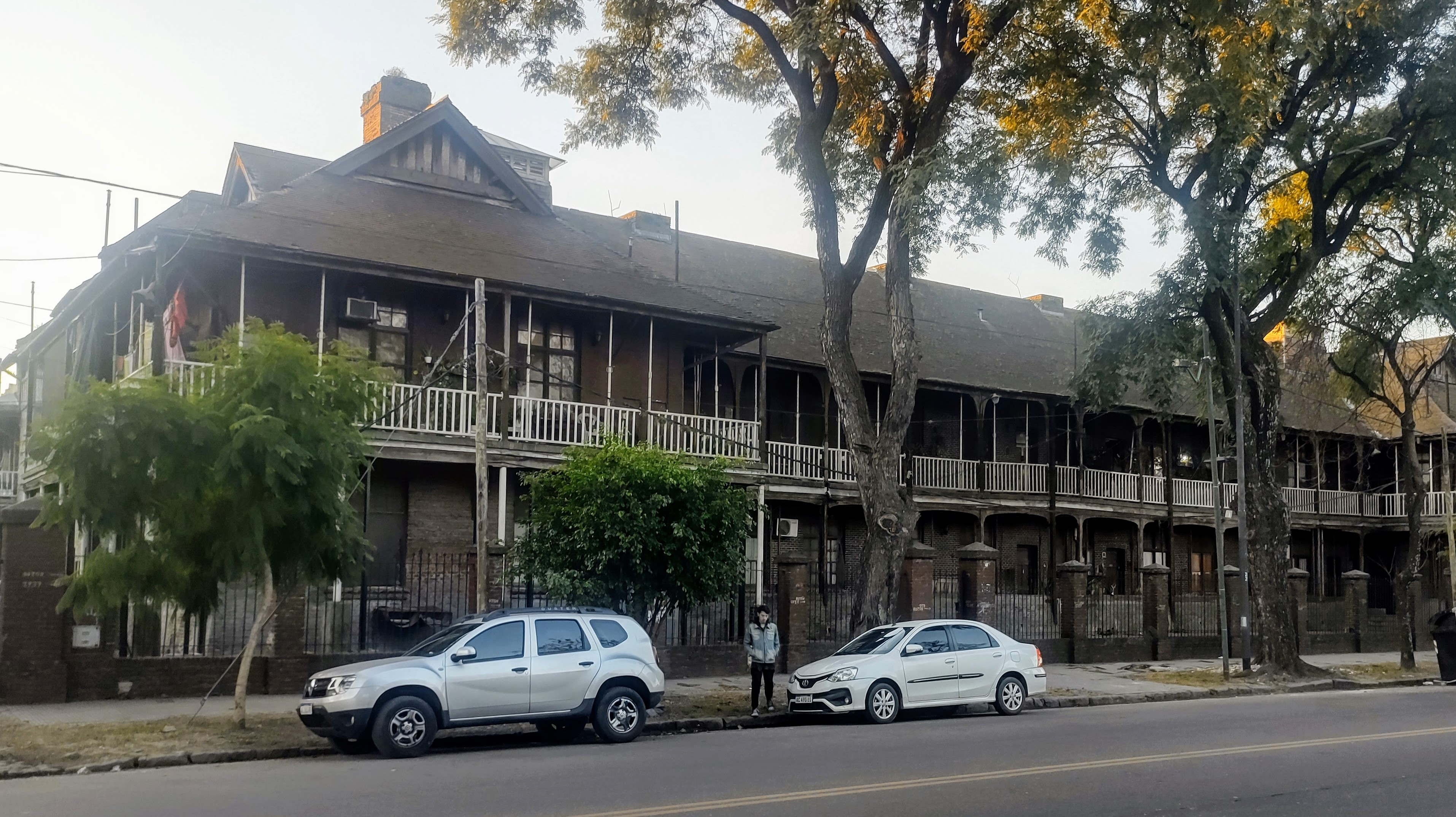
Barrio Colonia Sola, vista del frente.

Las fábricas de Barracas comenzaron a cerrarse después. La construcción de autopistas durante la década de 1980 obligó a la demolición de más de veinte edificios residenciales y dos parques públicos en Barracas. El municipio preparó el escenario para el director activista Pino Solanas y su película de 1987 Sur. Una crónica de la vida de un grupo de amigos y compañeros de trabajo durante la última dictadura de Argentina, Sur era una oda a Barracas, ya que era un relato de los estragos del trabajo de muchos argentinos de clase trabajadora vivida durante esa época.
Sobre la Avenida Australia, al 2700, se halla Colonia Sola: un conjunto habitacional de estilo inglés construido a fines del siglo XIX para los trabajadores del Ferrocarril del Sud. que es Patrimonio Histórico de Buenos Aires. Son 71 viviendas de ladrillo rojo que poseen características británicas, representativas de la tradición funcionalista de Liverpool. Hoy día son habitadas principalmente por los descendientes de quienes fueron trabajadores del ferrocarril.
Sobre Algarrobo 1041, funciona desde 2010 el centro Metropolitano de Diseño.

## Deportes
En cuanto al área deportiva destacan diversas instituciones dedicadas a la práctica de fútbol profesional. Dentro de ellas se puede mencionar al Club Atlético Barracas Central, al Club Sportivo Barracas, al Club Atlético Sportsman, al club de barrio Sportivo Pereyra y al Club Atlético Barracas Juniors.

## Distrito de Diseño

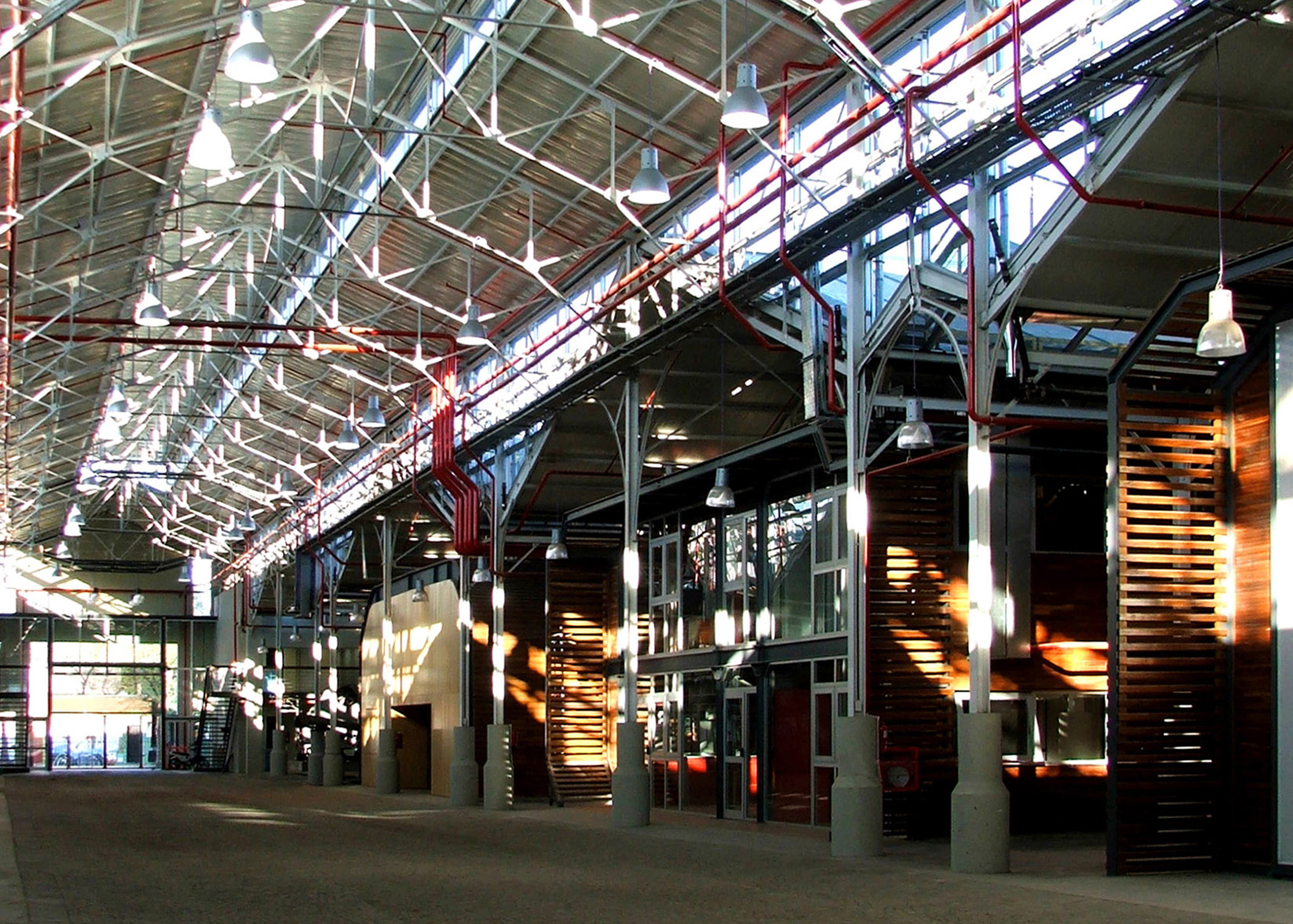
Centro Metropolitano de diseño

Dentro de un sector del barrio funciona el “Distrito de Diseño”, que es una iniciativa tendiente a construir un polo de estudios de diseño y talleres de producción en Barracas entre las calles comprendidas entre Av. Pedro de Mendoza, Av. Vélez Sárfield, Australia, Vieytes, Brandsen y Herrera. Entre las opciones y herramientas que se discuten figuran préstamos preferenciales, rebajas impositivas, estrategias de prensa y comunicación y subsidios para refacción de inmuebles con valor histórico-patrimonial.
Los cambios estructurales de los últimos treinta años han conducido a la destrucción del denso tejido industrial de la zona Sur y, por ende, a la proliferación de espacios desocupados, con infraestructura de talleres y fábricas inactivos. Además del capital inmobiliario privado inmovilizado, ha quedado una infraestructura urbana pública subutilizada que, junto con la inmejorable conectividad con el área central de la ciudad, constituyen las ventajas comparativas más sobresaliente del barrio de Barracas. El barrio se caracteriza por una gran cantidad de depósitos y talleres clandestinos.

## Arte
En el club de barrio Sportivo Pereyra de Barracas se exhibe la obra la Capilla Sixtina del Fútbol que rinde homenaje a Diego Maradona y Lionel Messi junto a otras estrellas del Fútbol Argentino tales como Juan Román Riquelme, Gabriel Batistuta, Mario Kempes, Sergio Agüero, Claudio Caniggia, Ricardo Bochini y Ariel Ortega. Está inspirada en el clásico fresco La Creación de Adán de Miguel Ángel que se encuentra en la Capilla Sixtina del Vaticano en Roma. Fue creada en 2014 por el diseñador gráfico y artista argentino Santiago Barbeito (alias Santuke) pero recién se popularizó mundialmente en vísperas de la Copa del Mundo Rusia 2018.

## Galería

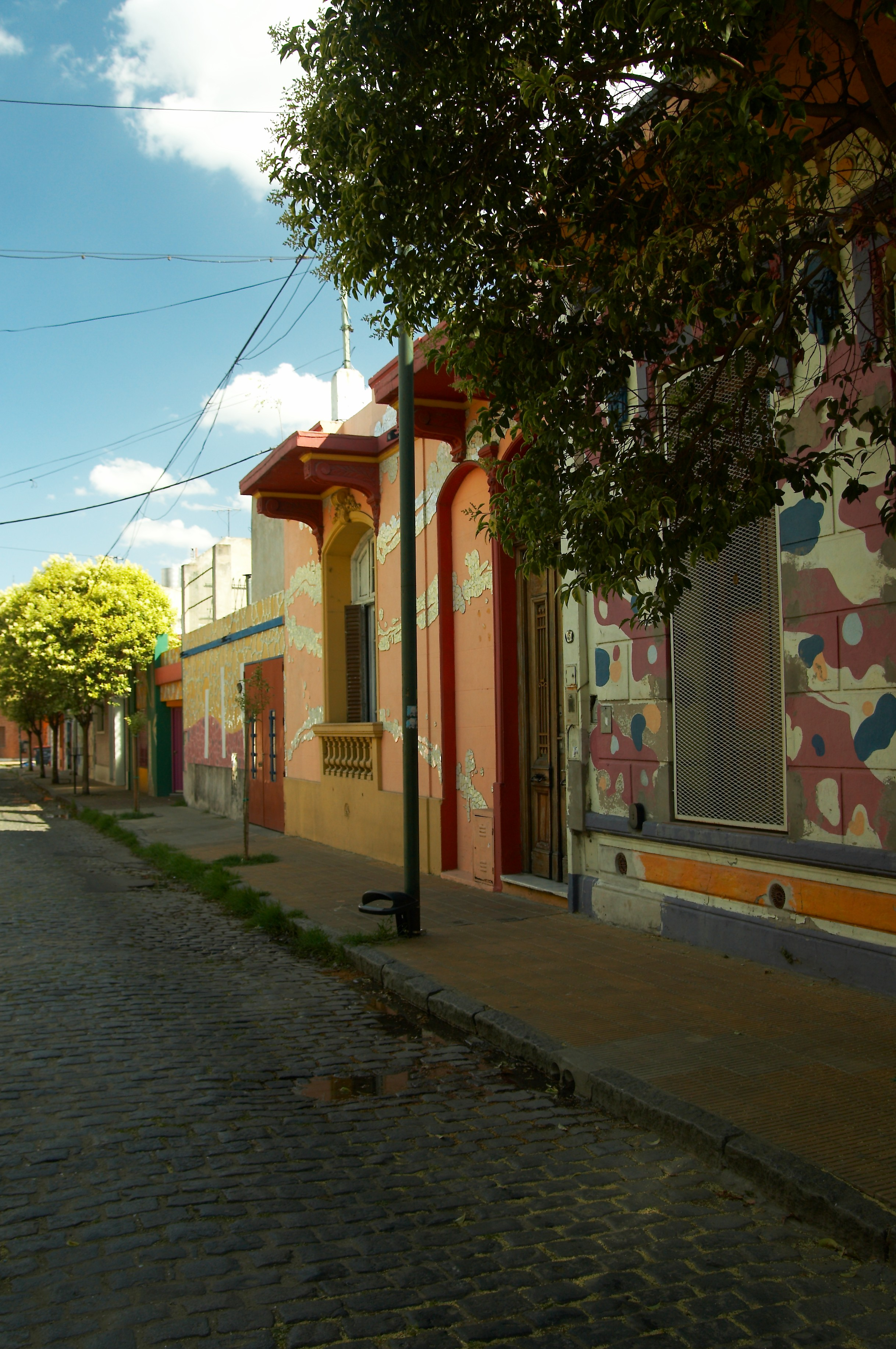
Calle Lanín
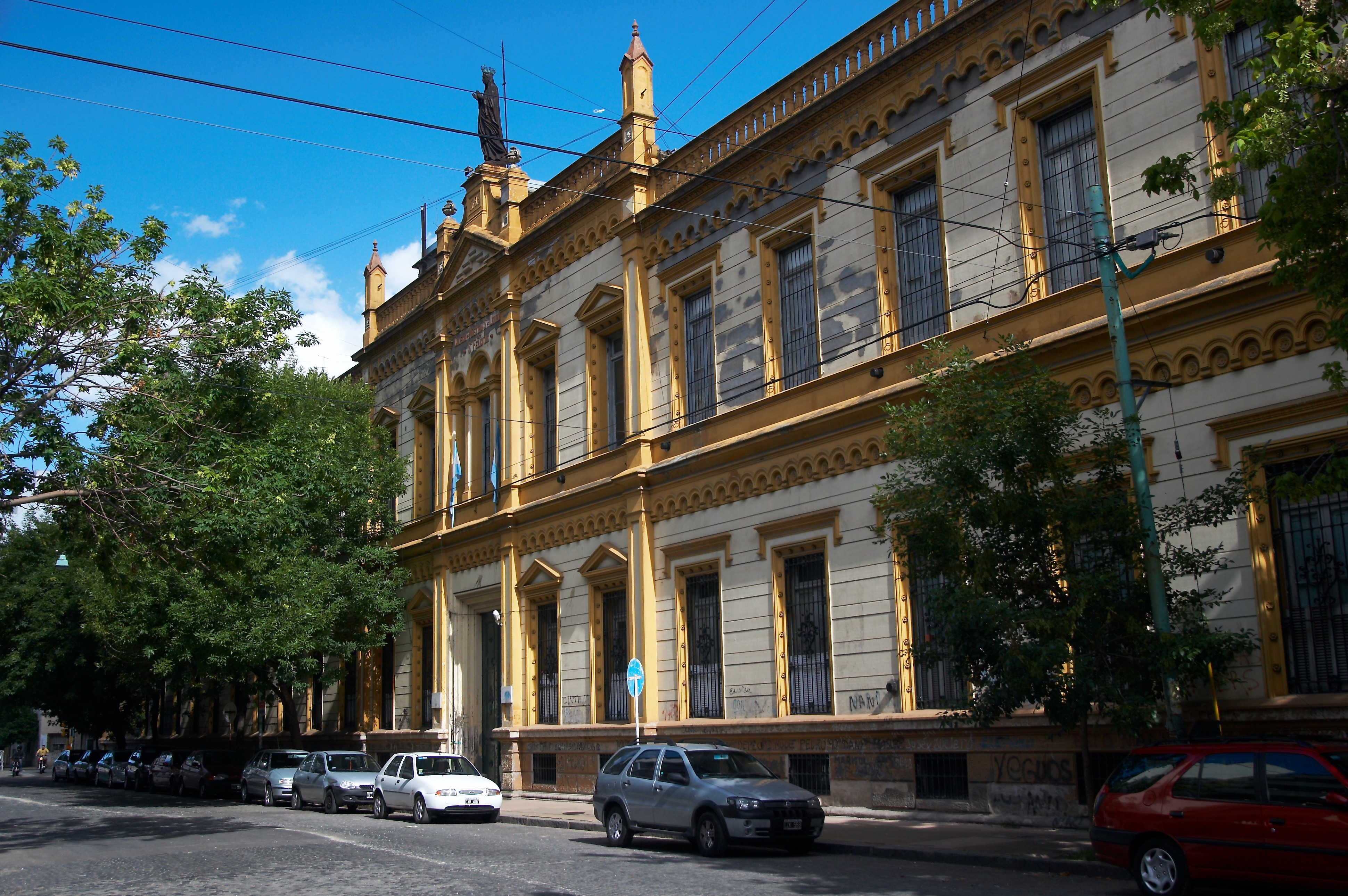
Colegio Santa Felicitas
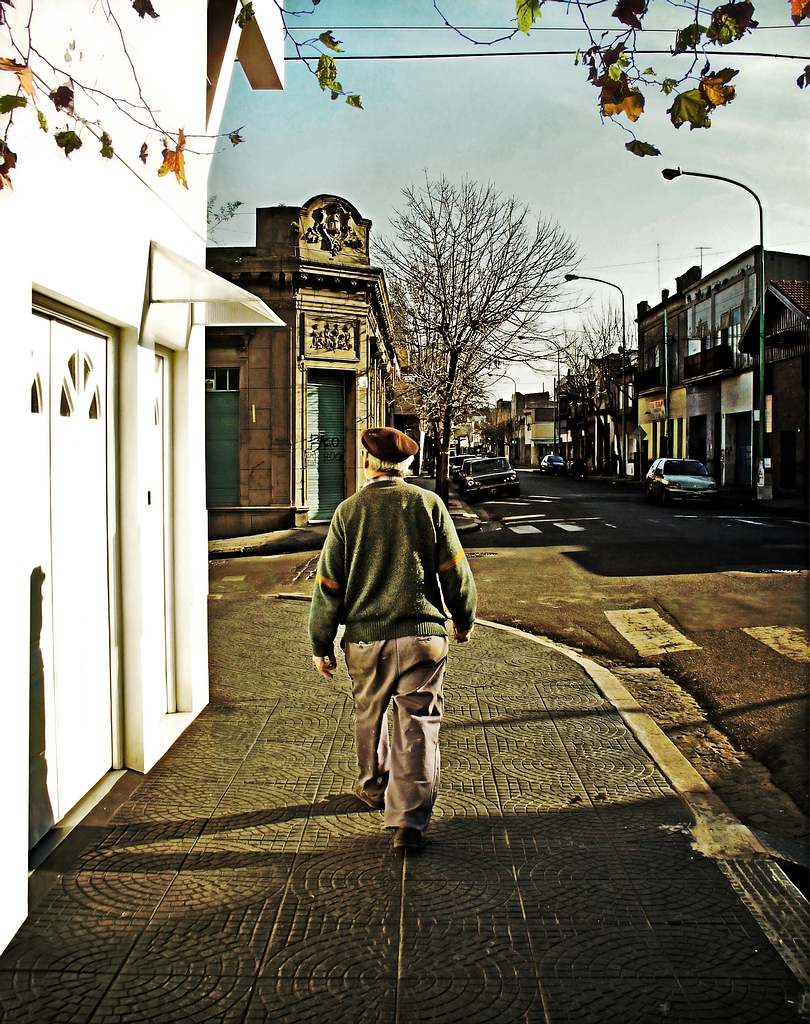
Un día de otoño en Barracas
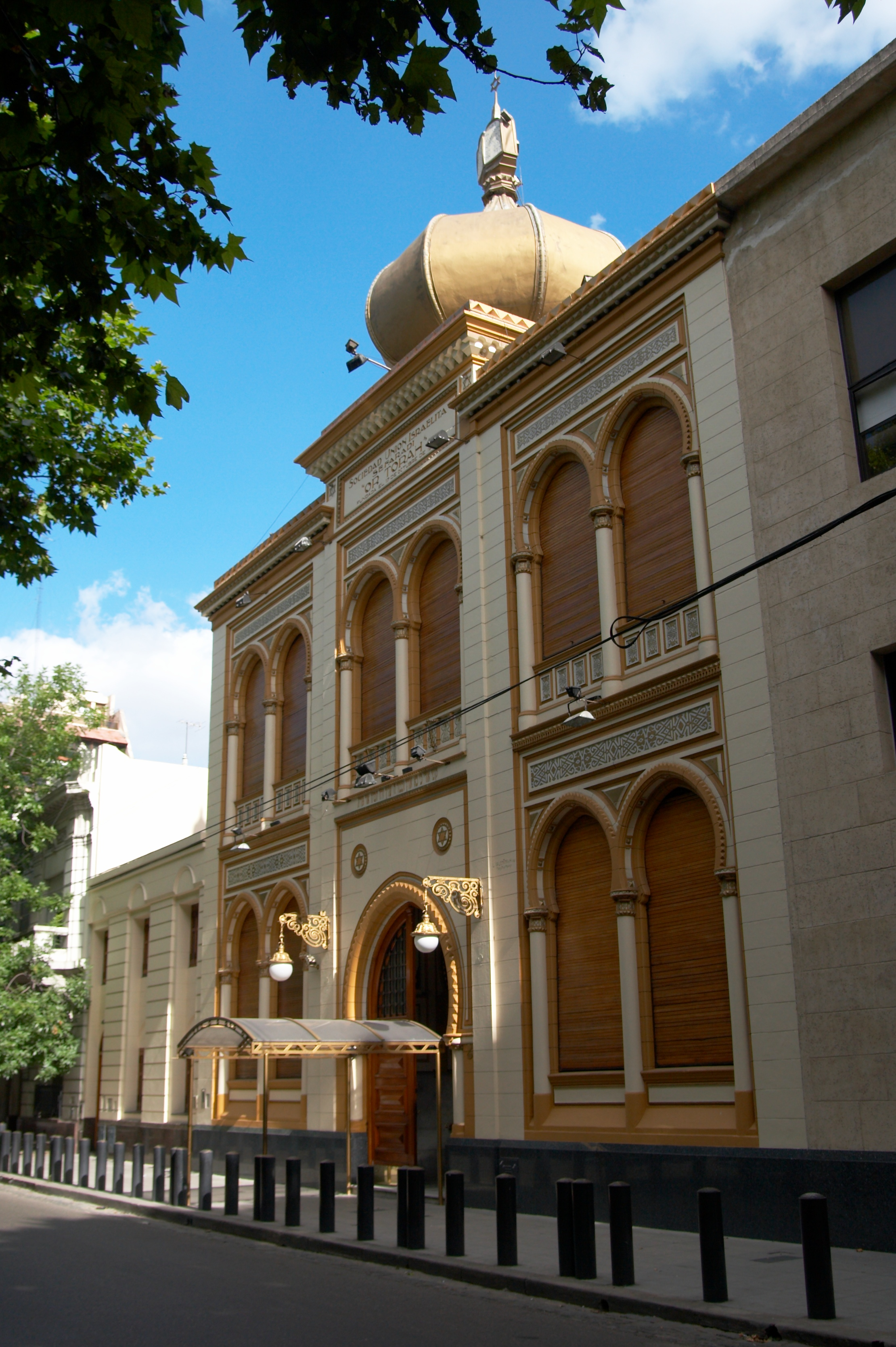
La sinagoga sefardí Or Torah
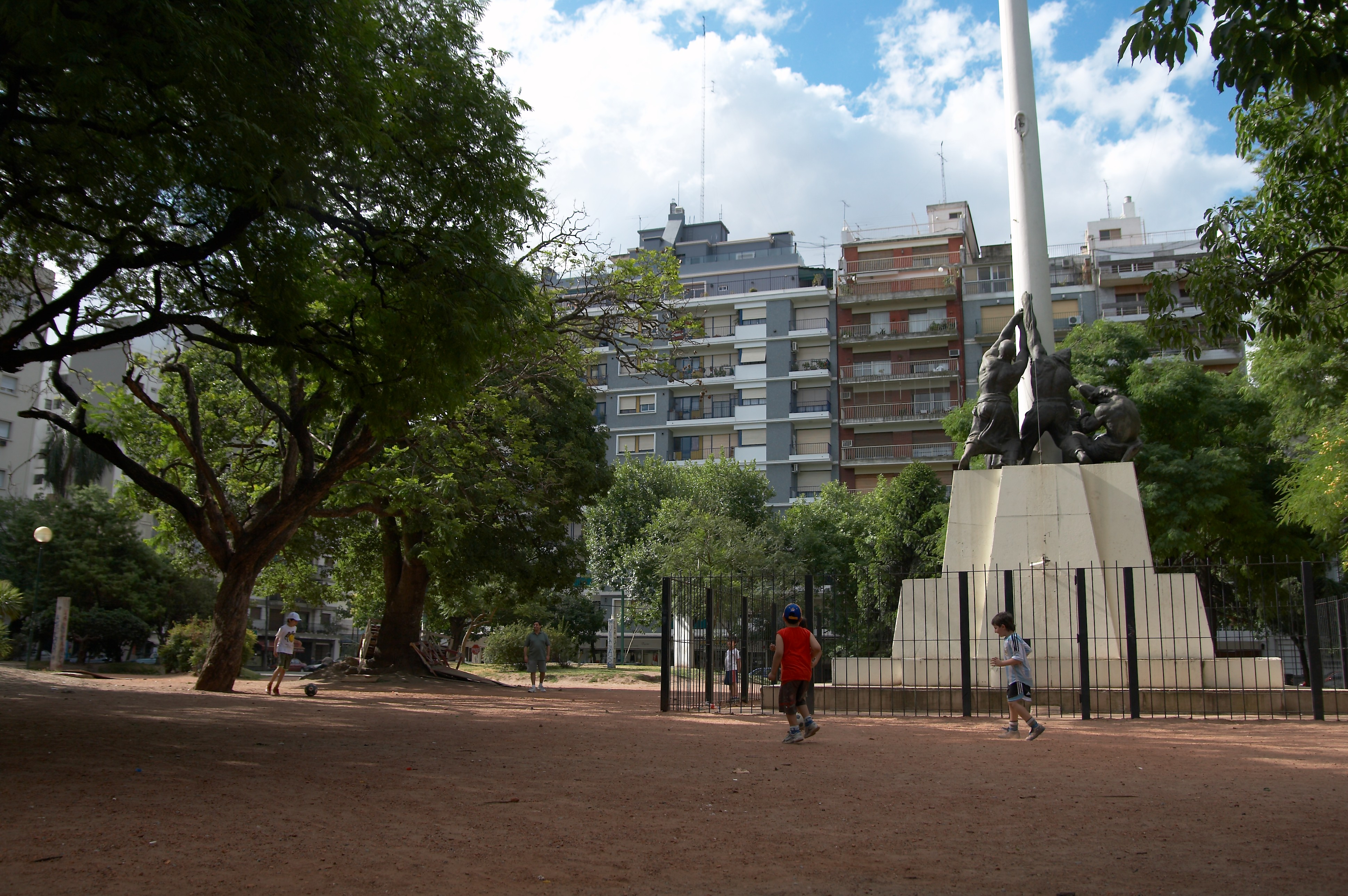
Plaza Colombia
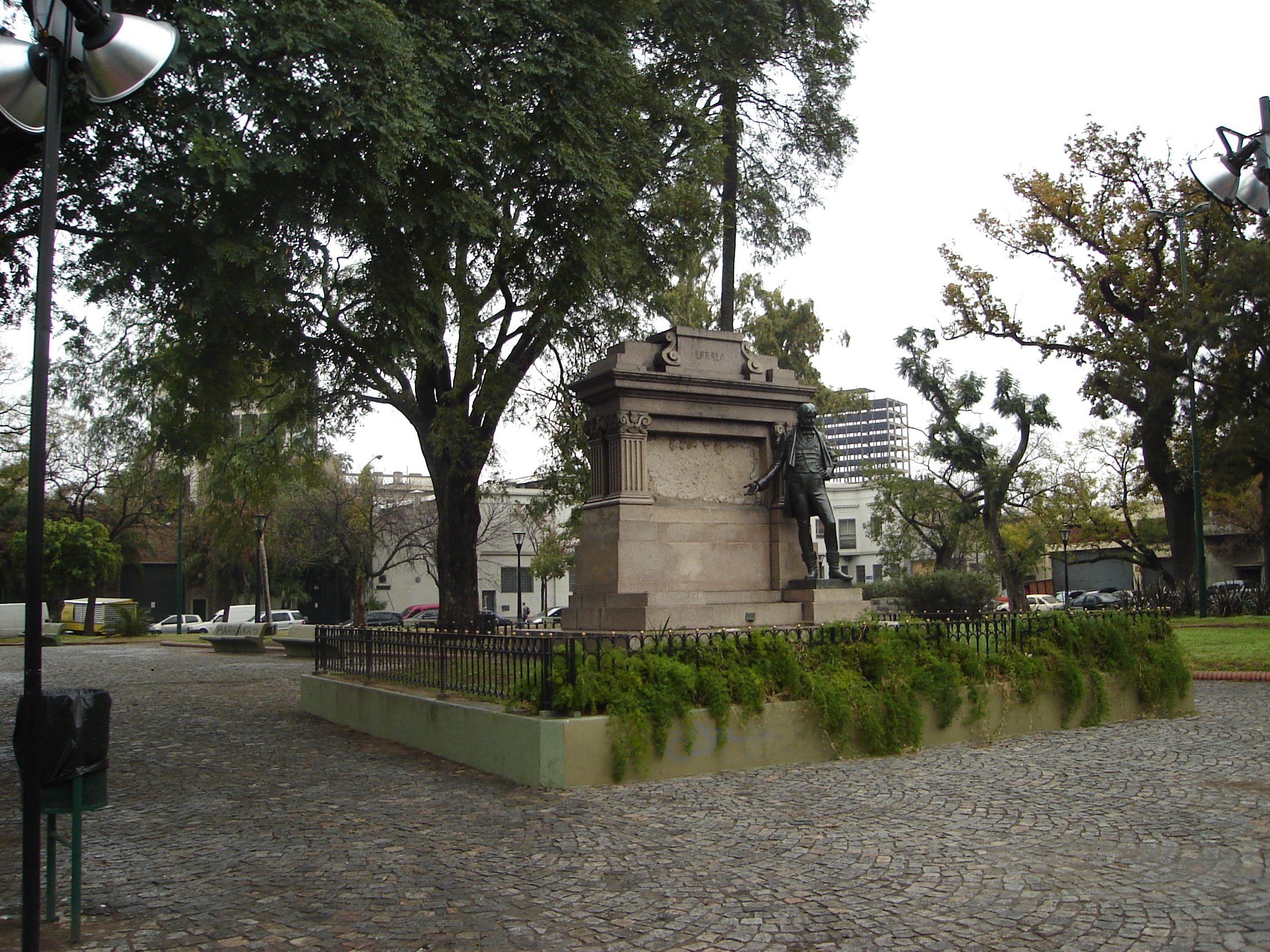
Parque Herrera y monumento al patriota argentino Larrea
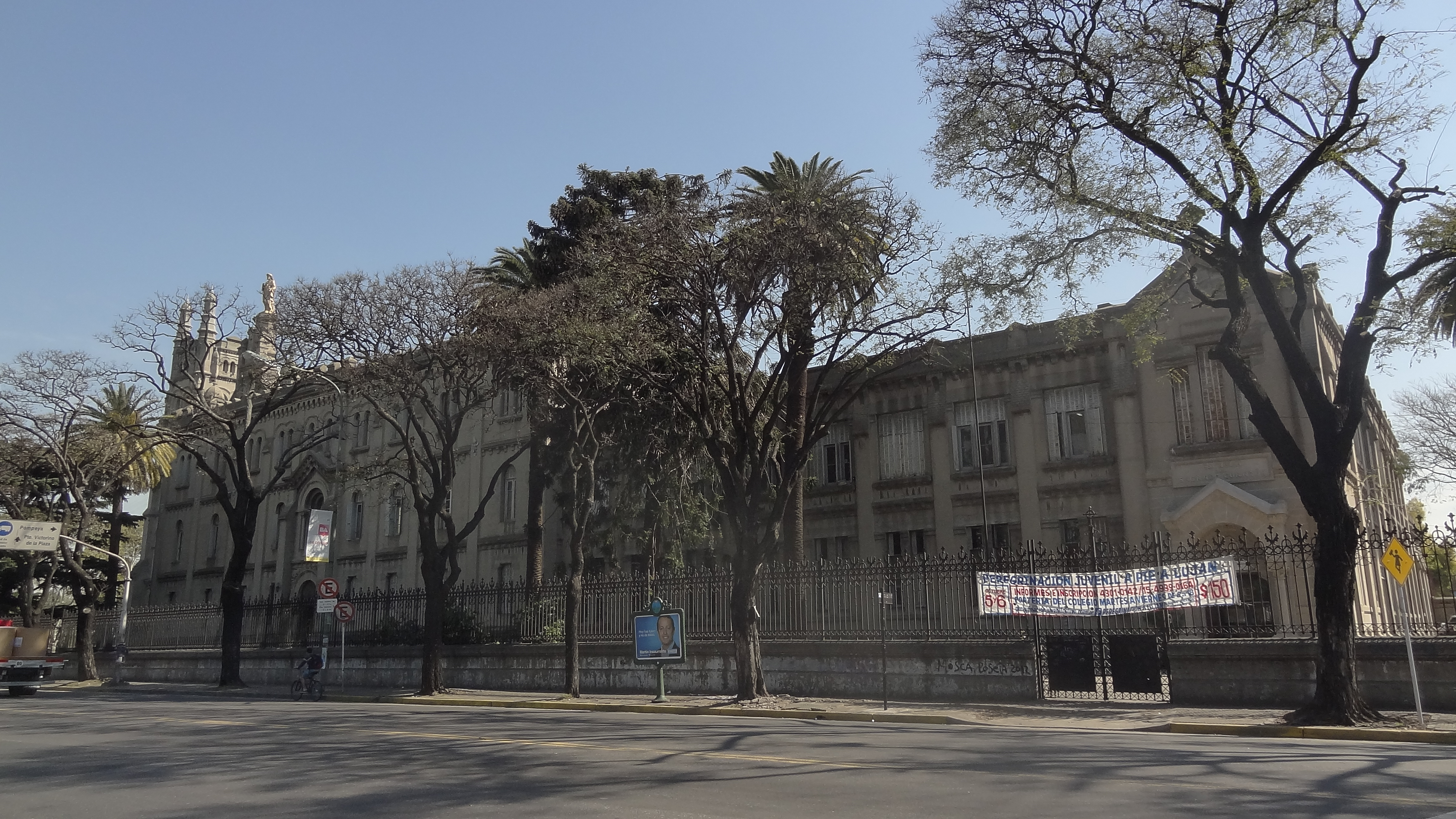
Basílica Sagrado Corazón de Jesús, frente al Parque Pereyra
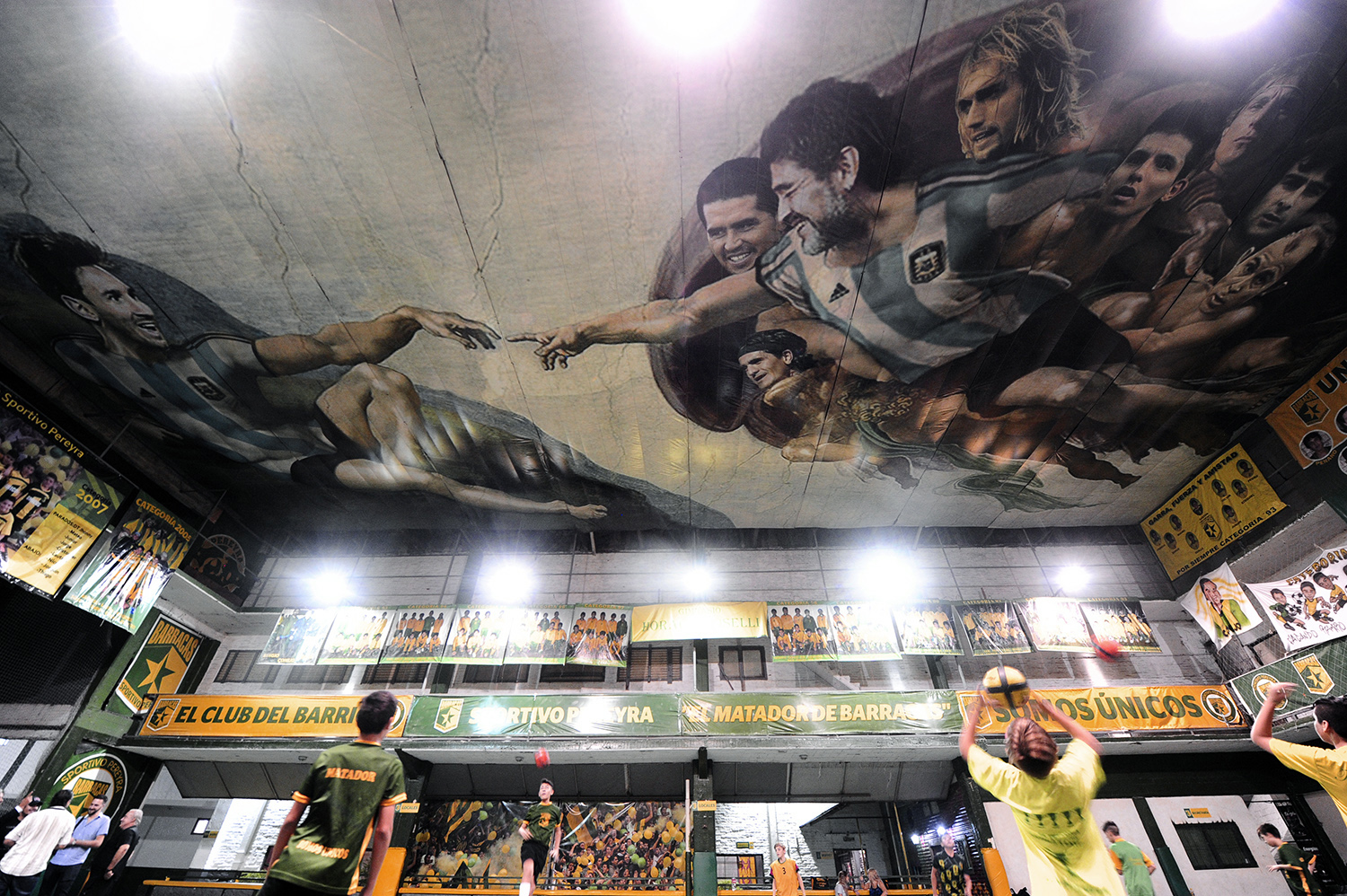
Capilla Sixtina del Fútbol en el club Sportivo Pereyra
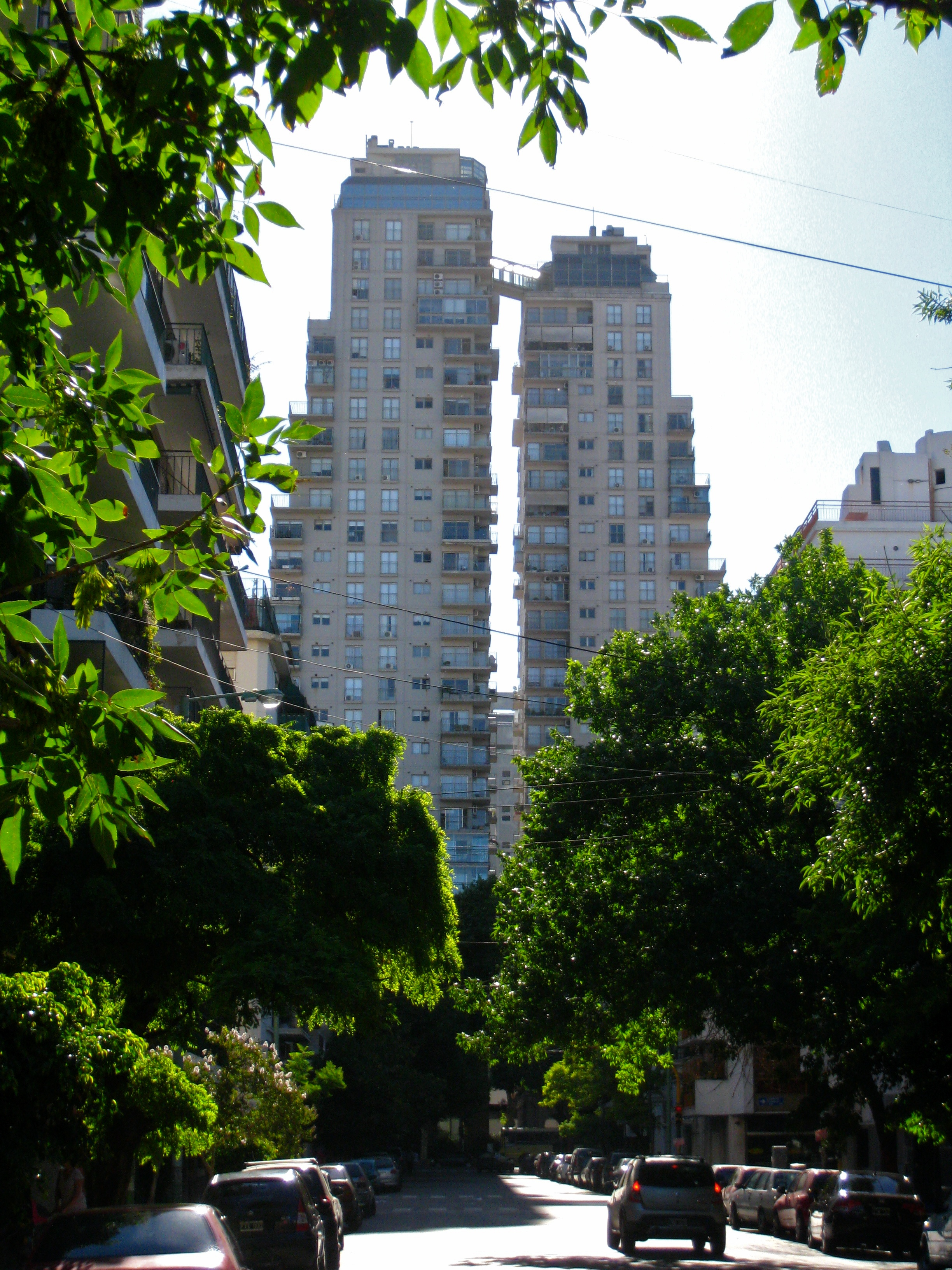
Solares de la avenida Montes de Oca, dos torres gemelas.